# 288 Glauke
288 Glauke је астероид главног астероидног појаса. Приближан пречник астероида је 32,21 km,
а средња удаљеност астероида од Сунца износи 2,755 астрономских јединица (АЈ).
Инклинација (нагиб) орбите у односу на раван еклиптике је 4,329 степени, а орбитални период износи 1670,999 дана (4,574 године). Ексцентрицитет орбите астероида износи 0,209.
Апсолутна магнитуда астероида износи 9,84 а геометријски албедо 0,197.
Астероид је откривен 20. фебруара 1890. године.